# John Ramsbottom (mykolog)
John Ramsbottom (ur. 15 października 1885 w Manchesterze, zm. 14 grudnia 1974 w London Borough of Richmond upon Thames) – brytyjski mykolog.

## Życiorys
Ukończył Emmanuel College w Cambridge i w 1910 roku rozpoczął pracę w Muzeum Historii Naturalnej w Londynie. Od 1917 do 1919 pracował w Salonikach, najpierw jako protozoolog, później  rozpoczął karierę wojskową. W randze kapitana pracował w Korpusie Medycznym Królewskiej Armii. W 1919 r. został mianowany członkiem Orderu Imperium Brytyjskiego „za cenne usługi świadczone w związku z operacjami wojskowymi w Salonikach”.
Od 1929 do 1950 roku pracował jako kustosz botaniki w Muzeum Brytyjskim. Pełnił funkcję sekretarza generalnego i dwukrotnie prezesa Brytyjskiego Towarzystwa Mykologicznego. Przez długi czas był redaktorem wydawanego przez to towarzystwo czasopisma mykologicznego Transactions of the British Mycological Society. Od 1928 do 1931 był prezesem Quekett Microscopical Club. Od 1937 do 1940 r. był prezesem Towarzystwa Linneuszowskiego i został przez nie w 1965 r. odznaczony medalem Linneusza. W latach 1937–1940 był prezesem Towarzystwa Historycznego Historii Naturalnej z lat 1943–1972.
W nazwie naukowej utworzonych przez niego taksonów dodawany jest skrót jego nazwiska Ramsb.

## Wybrane publikacje
1. A handbook of the larger British Fungi British Museum, Dep't of Botany, Londres, 1923
2. Fungi: an introduction to mycology, Nº 68 de Benn's sixpenny library. E. Benn Ltd., 1929
3. A book of roses. King Penguin books, Con Pierre Joseph Redouté, 1941
4. The expanding knowledge of mycology since Linnaeus, Taylor & Francis, 1941
5. Poisonous fungi Penguin Books, Londres, 1945
6. Mushrooms and Toadstools: A Study of the Activities of Fungi Collins, Londres, 1953
7. The enemies of the rose, National Rose Soc. Con George Fox Wilson, 1956